# Trichomachimus nigritarsus
Trichomachimus nigritarsus är en tvåvingeart som beskrevs av Shi 1992. Trichomachimus nigritarsus ingår i släktet Trichomachimus och familjen rovflugor. Inga underarter finns listade i Catalogue of Life.